# Tauna
Tauna (« l'île aux oiseaux ») est un motu des îles Gambier situé sur la barrière Est du lagon.